# 安德納赫象棋
安德納赫象棋（Andernach Chess），為1993年出現的國際象棋變體。

## 遊戲規則
- 己棋子吃到敵棋後，變為對方棋子。若兵是吃到底行的敵棋，則己方先選擇升級為何種棋子，再變為對方棋子。

- 其他依照正統的國際象棋規則[1]。

## 外部連結
- 遊戲介紹